# Marta (Tiestowa)
Marta, nazwisko świeckie: Tiestowa (ur. w 1883 w Ardze – zm. 26 kwietnia 1941 w Karagandzie) – święta mniszka prawosławna. 
Pochodziła z rodziny chłopskiej. Mając 18 lat wstąpiła do monasteru w Diwiejewie, idąc w ślady swojej czternastoletniej siostry, późniejszej świętej mniszki Pelagii. W monasterze przebywała nieprzerwanie do jego zamknięcia na polecenie władz stalinowskich w 1927. Podobnie jak inne zakonnice, osiedliła się wówczas przy wiejskiej cerkwi. Przyjąć ją zgodziła się parafia we wsi Razwilie.
18 listopada 1937 została aresztowana przez NKWD, zaś 13 grudnia skazana na osiem lat pobytu w łagrze w Karagandzie. W tym samym roku do obozu tego trafiła jej siostra. Mimo bardzo złego stanu zdrowia mniszki Marty w momencie uwięzienia, była ona zmuszana do wykonywana pracy fizycznej podobnie jak inni więźniowie. W dokumentach obozu przetrwały pozytywne oceny jej pracy. Zmarła po trzech latach pobytu w obozie w szpitalu łagrowym 26 kwietnia 1941. Została pochowana na jednym z cmentarzy dla więźniów w miejscowości Spasskij.
Kanonizowana w 2000 jako jedna z Soboru Świętych Nowomęczenników i Wyznawców Rosyjskich.